# 厙狄伏連
厙狄 伏連（しゃてき ふくれん、生年不詳 - 571年）は、中国の北魏末から北斉にかけての軍人。字は仲山。本貫は代郡。

## 経歴
もとの名を伏憐といったが、音の近い伏連と改めた。若くして軍事の才能により爾朱栄に仕え、直閤将軍に上った。後に高歓の起兵に従って、蛇丘県男の爵位を受けた。高澄が東魏で輔政にあたると、伏連は武衛将軍に転じた。548年（武定6年）、侯景が長江を渡ると、伏連は斛律平の下で寿陽・宿預の30城あまりを平定した。550年（天保元年）、儀同三司の位を受けた。553年（天保4年）、鄭州刺史に任じられ、ほどなく開府を加えられた。556年（天保7年）、伏連は蕭軌・堯難宗・東方老・裴英起・独孤辟悪・李希光らとともに南征し、徐嗣徽や任約と合流して、柵口に進出し、梁山に向かったが、南朝梁の帳内盪主の黄叢の迎撃を受けて敗れた。561年（皇建2年）、幽州刺史に転じた。570年（武平元年）、宜都郡王に封じられ、領軍大将軍の号を受けた。571年（武平2年）、琅邪王高儼らとともに和士開を殺害した。高儼が入朝すると、伏連は捕らえられ、後園で後主の弓射の的にされた後に斬られた。

## 逸話・人物
- 伏連は質実素朴で、公務に勤勉であり、宿営の官に欠員のあるときには、朝夕も帝の居所を離れなかった。
- 伏連は吝嗇で残忍であり、民衆を統治する術をもたなかった。州の刺史の任にあったときには、もっぱら収奪を事としていた。かれの非情なふるまいは士人にもおよび、官位を持つ人物に鞭打ちを加え、城壁を築くために強制的に動員した。
- 伏連の家の使用人は百を数えたが、盛夏の日に倉の米を2升与えるばかりで、塩菜を与えなかったため、いつも飢え衰えていた。冬至の日の祝いに伏連の妻が豆餅を作って与えると、伏連はこの豆をどこで手に入れたのか詰問した。妻が飼馬の豆を減らして捻出したと答えると、伏連は激怒し、馬の飼育や厨房を担当する者たちに杖罰を加えた。
- 伏連は積年の賜物を蔵に別庫を設けて、侍婢1人を派遣して管理していた。伏連が庫に入って検閲するたびに、必ず「これは官の物であるので、使用することができない」と妻子に語っていた。こうして賜物を記録して、官府に提出していた。

## 伝記資料
- 『北斉書』巻20 列伝第12
- 『北史』巻53 列伝第41